# 최창익
최창익(崔昌益, 1896년 2월 29일 ~ 1957년 10월 6일)은 일제강점기의 독립운동가였으며 공산주의자였다.
변호사 허헌의 사위인 그의 이명은 최창석(崔昌錫)·최창순(崔昌淳)·최동우(崔東宇)·이건우(李健宇)이다. 일본 유학 중인 1923년부터 노동운동에 종사하다가 1925년 이후 공산주의단체에서 활동했다. 그러나 조선총독부의 계속된 탄압, 검거를 견디지 못하고 1934년 망명하였다. 중국에서 김원봉 등과 함께 조선민족혁명당, 조선의용대 등에서 항일활동을 하다가 그의 노선에 반발하여 탈퇴, 1936년 6월 조선청년전위동맹을 조직하였다. 그 뒤 김원봉 일파와 협상을 시도하였으나 결렬, 화북으로 건너가 무정(武亭), 김두봉 등과 조선독립동맹에서 활동했다.
8·15 해방 이후 38선 이북으로 귀환하였으며, 1946년 1월 조선독립동맹을 개칭해 '조선신민당'을 창설하는 데 주도적으로 참여하고, 3당 합당에 참여하는 등 연안파의 중진으로 활동했다. 1948년 4월 남북협상에 참여했다가 그해 조선민주주의인민공화국 건국에 참여하여 재정상, 부수상 겸 재정상, 1955년 국가검열상 등을 역임했다.
김두봉 시대 인민 정권이자 북한 인민 정부 시대의 제3대 재정상 시절이던 1954년 8월 3일, 김일성 총리의 독재화를 비판하다가 징처되어 같은 해 11월 22일, 북한 재정상 직에서 파면되었고 1년 후 1955년 8월 11일, 종파 사건에 연루되어 남로당과 박헌영의 공격에 동참했지만 1956년 9월 23일, 김일성에 의해 숙청되었다. 중공의 국방부장 펑더화이가 그를 변호하여 사형은 모면하였으나 그해 10월 재투옥 후 이듬해 옥사한다. 독립운동 시 가명은 최창석(崔昌錫), 최창순(崔昌淳), 최동우(崔東宇), 이건우(李建宇), 최태현 등을 사용하였다. 변호사 허헌의 딸 허정숙의 남편이다. 함경북도 출신.

## 생애

### 생애 초반
최창익은 1896년 함경북도 온성(穩城) 남양면에서 가난한 농민의 아들로 태어났다. 그의 생일이 한동안 전해지지 않은 이유는 조선민주주의인민공화국에서는 반당 종파분자로 숙청되었고, 대한민국에서는 그가 공산주의자라는 이유로 언급 금기의 대상이었기 때문이다.
한학을 수학하다가 근처의 신식 소학교에 들어갔고, 1917년 경성부로 올라가 1918년 중앙고등보통학교에 입학하였다. 그러나 1919년 3월 고등학교 2학년에 재학 중 3·1 만세 운동에 참여했다는 이유로 퇴학당하고 그 해 일본으로 유학하였다.

### 일본 유학 생활
그 뒤 세이소쿠 영어학교(正則英語學校)를 거쳐 일본 와세다대학(早稻田大學) 정경학부에 입학했고, 일본유학중 학우회(學友會)를 조직하여 활동했으며, 대학을 나온 후 비밀리에 조선에 잠입 충청남도 강경, 전북특별자치도 전주, 옥구, 군산 등지에서 신문물의 존재와 사회주의, 평등이란 무엇인가에 대해 순회강연을 하다가 일시 조선총독부 경찰에 감금되었다가 석방되었다.
1923년 조선노동공제회에 가입, 참여하였으며, 그해 7월 암태도 소작 쟁의가 발생하자 이를 지지하였다. 7월 12일 서울 천도교 강당에서는 최창익, 김영엽 등 연사들이 암태도 소작인들을 성원하는 강연회를 열었다.
같은 해 10월 이른바 노동대회사건에 연루되어 이시완(李時琓), 강택진(姜宅鎭), 장일환(張日煥) 등과 함께 조선총독부 헌병대에 끌려가 조사를 받고 풀려나기도 하였다. 1924년초 만주에 갔다가 1924년 4월 21일 조직된 조선청년총동맹 중앙집행위원에 선출되고 일본으로 되돌아갔다. 그해 12월 다시 입국하여 경성공산주의청년회의 별동조직인 사회주의자동맹을 결성하고 집행위원에 선출되었다.

### 독립운동과 공산주의 활동
1925년 2월 일본 와세다 대학 정경학부에서 학사 학위 취득하였다. 1925년 모스크바 국제공산당대회에 서울청년회 대표로 참가하였다. 돌아오던 길에 만주 영안현(寧安縣)에 내려 김좌진(金佐鎭), 김종진, 김진익, 김혁(金赫) 등이 만든 신민부(新民府)에 가담하였다가 1925년 10월 탈퇴하고 열차편으로 귀국했다. 그해 10월 서울청년회 신민부 가담 혐의로 조선총독부 경찰에 체포, 한빈(韓斌), 이경호(李京鎬), 이영(李英) 등과 함께 체포되어 조사를 받고 풀려났다.
1926년 신민부 단원 박두희(朴斗熙) 등과 함께 소련에서 열리는 공산주의자 회의에 신민부 접근대표의 한사람으로 선발되어 블라디보스토크에 파견되었으며, 김영만(金榮萬)과 함께 모스크바의 코민테른에 대하여 화요파 조선공산당은 비정통, 총의에 의해 열린 당이 아니니 승인하지 말 것을 주장하기로 하였다. 그해 11월 모스크바 대학교에서 변증법을 연구하였다.
1928년 2월 경성부에서 조선인 통합 공산당 조직을 결성했다가 조선총독부에 의해 검거된 통일조선공산당 사건에 연루, 체포되어 서대문 형무소에 6년 동안 투옥되었다. 1934년 석방되었다. 그러나 조선총독부는 공산주의자라는 이유로 그의 주변을 감시하였다.
1934년 12월 좌파 성향의 출판사 신건설사 사건으로 경성부 삼청동에서 체포되었다. 그러나 가까스로 탈옥, 1935년 1월초 중국으로 망명한다.

### 민족혁명당, 조선의용대 활동

#### 망명과 민족혁명당 활동
1935년 배편으로 상하이에 도착, 중국에 건너가 난징(南京)에서 김원봉(金元鳳)을 만난다. 그 뒤 난징과 우한(武漢), 옌안(延安) 등지의 공산주의자들과 아나키스트들의 비밀조직에서 활동했다.
1935년 10월 김규식, 김원봉 등과 함께 난징에서 조선민족혁명당 창당 조직에 참여한다. 그러나 그는 민족혁명당이 자본주의 정당으로 변질되어간다며 불평이었고, 지청천, 조소앙 계열은 물론이고 김규식과도 수시로 마찰을 빚게 되었다.
조소앙, 지청천 등은 일찍 민족혁명당에서 이탈하여 김구 세력과 함께 한국독립당을 조직하게 되었다. 그러나 최창익은 이들의 탈퇴에서 만족하지 않고 사회주의나 공산주의정당으로 거듭나야 된다, 노동자와 피착취 하층민의 권익 옹호 정당으로 거듭나야 된다고 주장하였다.

#### 김원봉과의 대립
그러나 조소앙, 지청천 등이 떠난 뒤에도 그는 김원봉과 수시로 마찰을 빚었다. 그 후에도 민족혁명당을 계급정당으로 만들어야 된다고 주장하는 최창익 세력과 '중국 안에서는 우리 민족의 계급적 토대가 없어서 계급을 대표하는 정당은 있을 수 없으므로 민족혁명당은 일본 제국주의 타도와 민족해방과 함께 민주 공화국의 건설을 목표로 해야 한다'는 김원봉 세력 사이에 대립이 있었다. 그는 김원봉이 이념이 선명하지 못 하다고 보고 불만을 품게 된다.
중국과의 연합전선을 수립하는 문제에서도 황포군관학교를 졸업하고 중국 국민당과 관계를 유지하고 있던 김원봉은 국부군(중국 국민당군)과의 연합전선을 바랬는데 반해, 민족혁명당을 계급 정당으로 만들려 했던 최창익은 중국 공산군과의 연합을 바랐다. 이에 최창익 등은 김원봉 중심의 민족혁명당에서 이탈하여 조선청년전시복무단 등을 만들었다가 결국 중국공산군의 지역인 연안으로 가서 화북조선독립동맹에 참가한 것이다.
1940년 저명한 독립운동가이자 한글학자였던 김두봉이 자신의 첩이 다른 아나키스트 김진익과 불륜, 임신한 사실과, 상하이 임시정부내 보수주의자들과의 갈등으로 임정 참여를 거부하고 연안으로 떠나자 최창익은 우리도 떠날 때라며 전시복무단원은 물론 조선의용대내 사회주의자들에게도 함께 화북으로 가자고 연락하였고, 각 소대 내 사회주의자들이 이탈하여 그를 따랐다.

#### 무장 독립 운동
이 해부터 김원봉의 조선의용대에 가담하였고, 동시에 조선민족혁명당에 동참하여 함께 활동하였으다. 그러나 김규식 등과 불화하였다.
1936년 6월 최창익 등 50여 명은 조선민족혁명당을 탈당한다고 선포하고 조선청년전위동맹을 창건하고, 최창익이 위원장이 되었다. 그해 전위동맹 본부를 한커우(漢口) 옮겼다. 전위동맹에서 활동할 무렵 그는 이건우(李建宇)라는 가명을 사용했다.
1937년에는 운암 김성숙 등과 함께 조선민족전선연맹을 결성하여 연대하였다. 그 뒤 1938년 5월 다시 충칭으로 돌아가 김원봉이 조직한 재무한조선청년전시복무단의 지휘를 맡기도 하였으나, 전위동맹 조직은 그대로 유지하면서 협상을 추진했다. 그러나 김원봉은 중국 국민당 정부와 관계를 가지고 대일선전전에 주력하는 입장을 고수했고, 그는 부르주아와 결탁한다는 이유를 들어 김원봉과 의사충돌 뒤 결별하고 화북으로 가게 된다. 망명생활 중 그는 최창석, 최창순, 최동우, 이건우, 최태현 등 다양한 가명을 사용하였다.
1938년 10월 중국의 무한(武漢)이 일본군에 함락된 뒤 전시복무단의 일부를 이끌고 연안으로 가서 '청년연합회' 조직에 참가한다. 김원봉의 노선에 반대 하다 결국 이견을 좁히지 못하고 충칭을 떠났다.

### 혁명 활동과 조선독립동맹

#### 중국 공산당에 참여

조선의용군

1938년 11월 최창익은 전시복무단 일부 및 조선의용대원 중 공산주의자 일부를 이끌고 화북의 연안(延安)으로 이동, 무정(武亭), 김두봉(金枓奉) 등과 연합하여 중국 공산당의 지도를 받아 화북지역에 주둔중이던 조선의용대의 일부를 중국 공산당의 영향력 아래 두게 하였다.
이어 대한민국 임시정부와 연합하는데 반대하여 화북으로 올라온 조선의용대원들을 합류시켜 무정 등과 함께 조선의용군으로 이름을 개칭하고 조선독립동맹의 군사단체로 활용하였다.

#### 조선독립동맹 참여
1941년 1월 중국공산당의 지원을 받고 화북 진동(晋東)에서 무정, 이건우(李建宇) 등과 함께 화북조선청년연합회를 조직하고 단원을 모집하였다.
성립 당초의 연합회는 회장에 무정, 조직부장에 이유민, 선전부장에 장진광, 경제부장에 한득지, 위원에 이건우 등으로 되어 있다. 이유민과 장진광 등은 항일군정대학 소속이어서 '청년연합회'는 당초 중국공산당과 행동을 같이했던 사람들을 중심으로 성립되었다고 할 수 있다. 그러나 이들만으로 청년연합회가 구성된 것은 아니었고 최창익을 중심으로 하는 민족혁명당세력의 일부도 참가했다.
당시 일본 측의 정보자료에 의하면 '(1939년에) 앞서 조선청년전위동맹의 이건우, 즉 최창익이 연안에 가서 중국 공산군의 대장정에 참가한 후 팔로군 총사령부 작전과장과 포병단장을 역임한 무정을 비롯한 연안에 있던 조선인 20여 명과 함께 재화북조선인반전단체의 기본 조직으로서 1939년 연맹조직위원회를 만들었다가 다시 조선민족해방투쟁동맹의 왕지연(王志延) 등과 교섭하여 조선의용대의 중국공산군 지역에의 흡수를 위해 조직한 것이 화북조선청년연합회 라 한다.
1942년 8월 김두봉, 무정, 한빈 등과 더불어 조선독립동맹 창당에 참여했다.
성립 당초의 주도층은 주석에는 김두봉, 중앙집행위원에 무정, 최창익, 한빈, 김창만, 김학무, 박효삼, 이유민, 이춘암, 진한중, 채국번 등이었다. 성립 당초에는 약 300명 정도로 출발했으나 그 수가 점점 증가하여 8.15 당시에는 약 2000명으로 증가. 하였다. 무정의 양보로 무난하게 부주석으로 선출되었다.
이어 자신이 이끌고 온 전시복무단 및 조선의용대 탈퇴자들을 무정이 이끌던 군사와 합쳐 조선의용군으로 개편하고, 주요 지휘관의 한사람이 되었다.

### 광복 이후
1945년 8월 중국 체류 중 조선공산당 정치국 국원에 추대되었다. 12월 평양으로 귀국하여, 1946년 2월 조선독립동맹의 38선 이북 귀환자들과 함께 북조선신민당을 창건하였다.
최창익은 이때 '조선민주운동'의 해방 이전 역사를 논의하는 1946년의 팜플렛을 통해 공산주의자들의 계급투쟁을 민족투쟁으로 효과적으로 흡수시켰는데, 이러한 경향은 북한 이데올로기의 이정표가 되었다.
3월 북조선신민당의 부위원장을 맡았으며, 8월 북조선노동당 중앙위원회 상무위원 겸 정치위원에 선임되었다. 귀국 후 그는 국내 여성공산주의 운동가인 허정숙과 결혼하였다. 그러나 허정숙은 이미 일곱 번의 이혼경력이 있었고 아내가 된 허정숙의 과거를 알게 되면서 그는 허정숙을 불신하게 되었다.
그 뒤 북조선노동당 상임위원, 북조선인민위원회 검열국장을 거쳐 1948년 4월 남북협상에 참여하였다.

### 조선민주주의인민공화국 정부 참여와 숙청

#### 최고인민회의, 조선민주주의인민공화국 정부 수립 참여

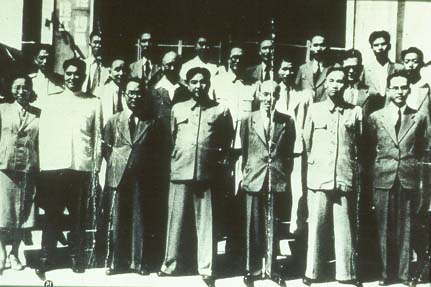
1948년 9월. 조선민주주의인민공화국 초대 내각의 최창익(재정상, 제2열 왼쪽에서 두 번째)

1948년 2월 북조선노동당중앙위원 및 제1기 최고인민회의 대의원으로 선출되었으며, 3월의 조선로동당 통합준비 2차 대회에 정치위원의 한사람으로 참여하였다. 9월 북한 정부가 수립되자 재정상(財政相)을 맡았다.한국전쟁 후 1952년 조선민주주의인민공화국의 내각 부수상에 취임하였다. 1953년 2월 부수상 겸 재정상이 되었다.
한국 전쟁이 휴전된 뒤 조선민주주의인민공화국에서는 경제 개발 문제를 놓고 중공업우선론자와 반중공업 우선론자로 나뉘게 된다. 이때 그는 반(反) 중공업주의를 택한다. 1954년 3월 전원회의를 통해 박창옥, 최창익, 박의환, 윤공흠과 국가건설위원장 김승화 등은 반(反) 중공업 노선을 지지하는 새로운 세력을 형성했다. 1954년의 내각 개편 때 다시 재정상이 되었다가 1954년 11월 20일 해임되었다. 1955년 4월 22일과 4월 23일 '남반부 출신 중학, 전문, 대학 학생대회'의 위원장으로 행사를 주관하였고, 그해 11월 국가검열성상이 되었다.
1956년 박창옥·윤공흠 등과 함께 반당·반국가 종파분자로 비판받고 좌천되었다가 56년 8월 30일의 조선노동당 중앙위 8월 전원회의에서 소련파 박창옥 등과 함께 김일성의 일인독재화를 지적하며 김일성을 정면으로 비판하였다. 이는 나중에 '8월 종파사건'으로 비화되는 원인이 된다.
한편 일제강점기 당시 동료 공산주의자였던 안영호의 애인을 빼앗아 도피한 후 그녀를 버려 죽음에 이르게 했다는 의혹 이 제기되었다.

#### 김일성 비판 운동
1956년초 소련파인 기계공업성상 박창옥 등이 김일성의 1인 독재를 비판하면서 최창익은 소련파에 동조한다. 그해 4월 조선로동당 3차 대회에 참여한다.
8월 소련파의 박창옥은 소련공산당의 개인숭배비판 노선을 배경으로 김일성을 비판하기 시작하면서 연안파인 최창익과 연합전선을 폈다. 그는 집단지도체제를 원했지만 김일성의 빨치산 계열은 다수결로 하자, 민주적인 방법으로 하자는 말만 되풀이하고 묵살하였다. 그는 소련파의 움직임을 보아 소련과 중국이 협조하리라 확신하고 김일성 공격에 적극적으로 나섰다.
이러한 움직임은 당 중앙검열위원회의 감시에 포착되었고, 소련을 방문 중이던 김일성은 1956년 8월 당 전원회의 개최 전에 부랴부랴 귀국하게 된다. 당 전원회의에서 소련파의 박창옥과 연안파의 최창익은 김일성의 독재화를 정면 비판하면서 소련 공산당의 20차 당 대회에서 결정한 바처럼 개인독재를 버리고 모든 당 기관을 집체적 지도체제로 개편해야 한다고 주장했다. 또 이러한 집체적 지도체제를 내각, 군을 비롯한 각 사회단체에도 적용 해야 한다며 김일성을 강하게 밀어붙였다.
또한 최창익은 아울러 김일성의 빨치산 투쟁만이 조선 독립의 유일한 전통은 아니며 만주 외에도 여러 곳에서 조선 독립운동을 했다고 주장했다.

#### 8월 종파사건과 숙청
그러나 이미 '주체를 세우자'는 깃발을 든 김일성은 이들을 집중 공략했다.
소부르죠아 성격을 가진 신민당을 조직하였던 김두봉, 최창익, 한빈, 리유민, 김민산 같은 자들은 중간에 뛰여들어와 공산당이 이룩한 것을 다 집어던지고 로동당의 첫자리를 차지하려고 접어들었습니다. 이번에 그들이 조작한 폭동음모사건이 이와 관련되여 있습니다. 당의 허물을 억지로 만들어가지고 그것을 구실로 삼아 당을 마스며 당조직을 엎어놓으려고 하는 이런 분자들과는 조금도 타협할 수 없습니다.

김일성은 이미 6.25 전쟁 과정을 통해 조선민주주의인민공화국의 군권을 거의 장악하고 있었다. 이 때문에 김일성이 이끈 빨치산파를 '군부파'라고도 불렀다. 이들은 김일성을 중심으로 똘똘 뭉쳐 소련파와 연안파를 무자비하게 공격했다. 결국 소련파의 박창옥과 연안파 최창익의 김일성에 대한 정면 도전은 실패로 끝나고 연안파들은 중국으로, 소련파들은 소련으로 흩어지고 말았다.
무력을 장악하고 있던 김일성은 최창익과 박창옥을 사대주의적 종파주의자로 몰아 숙청하는데 성공했다. 그러나 소련과 중국이 이에 반발하여 북한의 내정에 개입하는 사태가 발생했다. 이에 따라 김일성은 최창익과 박창옥을 중앙위원으로 복귀시키고, 다른 4인에 대한 출당처분도 취소하게 되었다.
1956년 8월 종파사건이 터지자 연안파 세력의 주도적 인물로 활동하며 김일성일파를 공격하려다 실패하면서 박헌영의 남로당 계열을 공격하는데 앞장섰다.
박헌영 일파가 숙청되면서 그의 당내 서열은 '중앙위원회 8위'로 격상되었다. 그러나 56년 12월 박헌영 일파가 제거되자마자 소련파의 김일성 비난에 협력했다는 이유로 연안파에 대해 조선로동당을 장악한 군부파의 공격이 가해졌고, 그해 김일성의 일인 독재를 비난한 것이 문제되어 공개비판을 당한 뒤 그는 서열에서 밀려났다.
그 뒤 최창익은 ML파를 옹호한 사실과, '항일무장투쟁 세력이 국외에서 항일을 하였다면 ML파 등은 국내에서 항일투쟁을 벌였다'고 하여 국외와 국내를 분리하고 어려운 항일무장투쟁에 국내의 운동을 "동격"에 놓고자 하는 오류를 범했다는 비판을 받았다.

### 최후
한편 그가 재판에 회부되었을 때 그의 처 허정숙은 그가 반당 종파행위에 가담했다며 그에게 불리하게 증언하였다. 그러나 아내와의 관계는 이미 악화된 상태였으므로 동요하지 않고 태연히 재판에 임하였다. 소련과 중국에서는 최창익, 박광옥에 대한 북한의 처리에 반대했고 재판은 진행되었다.
1956년 9월 18일 모스크바를 방문한 김일성계열인 고희만은 소련 외무성 극동국 1등서기관 라자레프를 만나 사건을 설명했다. 그는 사건의 주동자가 최창익이며, 박광옥이 사람들을 끌어들였다고 주장했다. 그리고 이들이 지도부에 대한 불만을 터뜨리며 소련 대사관을 찾아갔으나 대사관 측이 처음에는 받아주지 않다가 나중에는 얘기를 들어주었다고 했다. 북한에서는 사람을 보내 최창익이 사건을 선동했다고 알렸지만 소련은 계속 그를 옹호하였다.
이후 그는 같은 연안파인 김두봉, 장안파 계열인 최익한 등과 함께 반당종파행위란 죄목으로 1957년 9월 1일 제명과 동시에 숙청당한 뒤 평양 감옥에 수감당하였다. 바로 사형선고가 내려지고 형집행을 하려 했으나 중공 국방부장 펑더화이(彭德懷) 등의 반대로 사형은 모면하고 수감되었으며, 당 중앙위원의 신분을 유지한 상태였다.
1957년 10월 문화선전성 문화유물보존관리국장으로 강등 되었으나 다시 투옥, 평양 수감중 옥사하였다. 사망 당시 향년 61세였다.

### 사후
김일성을 맹렬하게 공격한 탓에 그의 가족들은 평양에서 쫓겨나 지방으로 추방됐다. 소련에 유학중이던 손자 최원도와 아들 최동국은 귀국하지 않고 계속 소련에 머물렀다.
최창익의 아들은 1949년에 스베르들롭스크(Свердловск)에 가서 법을 공부하고 있었고, 손자 최원도는 타슈켄트로 가서 농업을 공부하고 있었다.
지방으로 추방된 그의 육촌 형님뻘 되는 친척의 딸인 최모씨 등 일부 일족들은 1990년대에 탈북, 대한민국으로 내려오기도 했다.

## 저서
- 8·15 이전 조선 민주운동의 사적 고찰 (혁명출판사, 1946)
- 논문, 민주주의의사적 발전(1947)

## 사상과 신념
그는 해방 이후 오랫동안 한반도가 황폐화된 것이 전적으로 일제와 조선총독부의 탓이라고 규정했다. 46년 그는 일본 제국주의의 경제적 영향을 분석하면서 "일본 침략자본 세력의 급속한 총체적 파괴 과정에서 조선 경제는 대부분의 조선민중을 프롤레타리아로 만들었다."고 말했다. 당시 조선 백성들이 가난을 면치 못하는 것은 일제와 총독부의 가혹한 수탈과 세금 독촉 때문이었다는 것이다.
따라서 식민주의에 대한 저항을 통해 "민족의식과 계급의식이 깨어났다."며 그는 조선에서 계급투쟁의 언어는 곧 반식민주의 민족투쟁의 언어라고 주장했다.

## 가족
- 처 : 이름 미상
  - 아들 :
    - 손자 : 최원도

  - 아들 : 최동국
- 처 : 허정숙([23]1908년 7월 16일 ~ 1991년 6월 5일), 변호사 허헌의 딸
- 장인 : 허헌(許憲)

## 평가와 비판
북한의 작가 천세봉의 조선의 봄에서는 그는 기회주의자라는 비판을 받기도 했다.
동시대를 살던 북한의 역사학자 이청원(李淸源)은 그를 소부르주아라 비판하였다. 그에 의하면 "맑스 레닌주의의 전략, 전술을 조선 혁명 운동에 실지로 정확하게 적용하지 못했으며 민족해방운동에서 프롤레타리아의 헤게모니를 정치적, 조직적으로 실현할 만큼 그런 진실한 공산주의자로 되지 못했다"고 부정적으로 평가하였다. 이는 ML파 출신이자 연안파의 일원이기도 했던 최창익에 대한 비판이라고도 볼 수 있다.
또한 김일성의 주체화를 거부한 점 역시 부정적 평가의 요인이 됐다. '절대자와 가까이 있음에도 교양이 불가능한 위치와 파벌을 지닌 인물'이라는 시각도 있다.

## 기타
북한의 역사학자 석윤기는 자신의 소설 봄우뢰에서 그가 '안영호의 애인을 빼앗아 도피한 후 그녀를 버려 죽음에 이르게 했다.'는 내용을 언급하였다.

## 같이 보기
| - 조선의용대 - 조선독립동맹 - 김원봉 - 윤세주 - 김두봉 - 무정 - 박헌영 - 허헌 - 박창옥 - 윤공흠 | - 8월 종파 사건 - 김규식 - 민족혁명당 - 주영하 - 박헌영 - 김일성 - 조선신민당 - 김책 |

## 참고 문헌
- 조선통신사, 조선연감 1948년판(조선통신사, 1947)
- 김준엽, 김창순 공저, 한국공산주의운동사 5(고려대학교 아세아문제연구소, 1976)
- 김학준, 혁명가들의 항일 회상 (민음사, 2005)
- 한국역사연구회, 북한의 역사 만들기 (푸른역사, 2003)
- 찰스 암스트롱, 북조선 탄생 (김연철 역, 서해문집, 2006)
- 심지연, 최창익 연구 (백산서당, 2009)
- 이현주, 한국독립운동의역사 47:1920년대 재중항일세력의 통일운동(한국독립운동사편찬위원회, 독립기념관 한국독립운동사연구소, 2009)
- 이철, 경성을 뒤흔든 11가지 연애사건:모던걸과 모던보이를 매혹시킨 치명적인 스캔들 (다산초당, 2008)
- 이신철, 북한 민족주의운동 연구 (역사비평사, 2008)

| 전임 - | 제1대 조선민주주의인민공화국의 재정상 1948년 9월 ~ 1952년 11월 | 후임 윤공흠 |

| 전임 박헌영, 홍명희, 김책 | 제2대 조선민주주의인민공화국의 부수상(홍명희, 박헌영, 허가이와 공동) 1952년 ~ 1953년 3월 31일 | 후임 홍명희, 최창익, 박창옥 |

| 전임 박헌영, 홍명희, 최창익, 허가이 | 제3대 조선민주주의인민공화국의 부수상(홍명희, 박창옥와 공동) 1953년 3월 31일 ~ 1956년 9월 | 후임 홍명희 |

| 전임 윤공흠 | 제3대 조선민주주의인민공화국의 재정상 1954년 3월 ~ 1954년 11월 22일 | 후임 이주연 |